# مصطفی عالمیان
مصطفی عالمیان (زاده ۱۳۱۵ - تهران) مدیر فیلم‌برداری اهل ایران است.

## کارگردان
- امشب دختری می‌میرد (۱۳۴۸)

## تهیه‌کننده
- امشب دختری می‌میرد (۱۳۴۸)

## مدیر فیلم‌برداری
- هشتمین روز هفته (۱۳۵۲)
- آبشار طلا (۱۳۵۱)
- جهنم + من (۱۳۵۱)
- مرد (۱۳۵۱)
- دشت سرخ (۱۳۴۷)

## فیلم‌بردار
- عاصی (فیلم) (۱۳۵۱)
- آدمک (فیلم ۱۳۵۰) (۱۳۵۰)
- مرد هزار لبخند (۱۳۵۰)
- آدم و حوا (فیلم ۱۳۴۹) (۱۳۴۹)
- جعفر و گلنار (۱۳۴۹)
- امشب دختری می‌میرد (۱۳۴۸)
- بیگانه بیا (۱۳۴۷)
- جاده تبهکاران (۱۳۴۷)
- خشم کولی (۱۳۴۷)
- الماس ۳۳ (۱۳۴۶)
- وسوسه شیطان (۱۳۴۶)

## تدوین
- امشب دختری می‌میرد (۱۳۴۸)

## جشنواره‌ها
- برنده جایزه بهترین فیلم‌برداری (امشب دختری می‌میرد) در دومین دوره جشنواره فیلم سپاس تهران - ۱۳۴۸
- برنده جایزه بهترین فیلم‌برداری (هشتمین روز هفته) در ششمین دوره جشنواره فیلم سپاس تهران - ۱۳۵۳